# Осумі Йосінорі
Осумі Йосінорі (яп. 大隅良典, нар. 9 лютого 1945, Фукуока, Японія) — японський клітинний біолог, лауреат Нобелівської премії з фізіології або медицини 2016 року «за відкриття механізмів автофагії».

## Біографія
Народився 9 лютого 1945 року в Фукуоці (Японія). Отримав ступінь бакалавра наук у 1967 році, а в 1974 ступінь доктора наук у Токійському університеті. В 1974—1977 роках був науковим співробітником в Університеті Рокфеллера в Нью-Йорку.
Осумі повернувся до Токійського університету в 1977 році як науковий співробітник. У 1986 році отримав посаду викладача, а у 1988 — звання професора (Associate Professor). З 1996 по 2014 почергово займав посаду професора у Національному інституті фундаментальної біології в місті Окадзакі (Японія), Університеті перспективних досліджень у Хаямі, Національному інституті фундаментальної біології, Університеті перспективних досліджень, Організації передових досліджень у Комплексному науково-дослідному інституті Токійського технологічного інституту. Навіть після виходу на пенсію в 2014 році залишається професором Інституту інноваційних досліджень Токійського технологічного інституту, де очолює Науково-дослідний підрозділ клітинної біології.
2016 року був удостоєний Нобелівської премії з фізіології або медицини за відкриття механізмів автофагії.

## Нагороди
- Премія Фудзіхара, Науковий фонд Фудзіхара (2005)
- Премія японської академії, Академія наук Японії (2006)
- Премія Асахі, Асахі Сімбун (2009)
- Премія Кіото з фундаментальних наук (2012)[3]
- Міжнародна премія Фонду Гайрднер (2015)
- Міжнародна премія з біології (2015)
- Премія Кейо з медичних наук (2015)
- Премія Rosenstiel (2015)
- Премія Вайлі в галузі біомедичних наук (2016)
- Нобелівська премія з фізіології або медицини (2016)[4]

## Публікації
- Ohsumi, Yoshinori та ін. (March 1994). Ultrastructural Analysis of the Autophagic Process in Yeast: Detection of Autophagosomes and Their Characterization. The Journal of Cell Biology. 124 (6): 903—913. doi:10.1083/jcb.124.6.903. JSTOR 1616094. PMC 2119983. PMID 8132712.
- Tsukada, M; Ohsumi, Y (25 жовтня 1993). Isolation and characterization of autophagy-defective mutants of Saccharomyces cerevisiae. FEBS Letters. 333 (1–2): 169—74. doi:10.1016/0014-5793(93)80398-e. PMID 8224160.
- Mizushima, N; Noda, T; Yoshimori, T; Tanaka, Y; Ishii, T; George, MD; Klionsky, DJ; Ohsumi, M; Ohsumi, Y (24 вересня 1998). A protein conjugation system essential for autophagy. Nature. 395 (6700): 395—8. Bibcode:1998Natur.395..395M. doi:10.1038/26506. PMID 9759731.
- Kabeya, Y; Mizushima, N; Ueno, T; Yamamoto, A; Kirisako, T; Noda, T; Kominami, E; Ohsumi, Y; Yoshimori, T (2000). LC3, a mammalian homologue of yeast Apg8p, is localized in autophagosome membranes after processing. The EMBO Journal. 19 (21): 5720—5728. doi:10.1093/emboj/19.21.5720. PMC 305793. PMID 11060023.
- Ichimura, Y; Kirisako, T; Takao, T; Satomi, Y; Shimonishi, Y; Ishihara, N; Mizushima, N; Tanida, I; Kominami, E; Ohsumi, M; Noda, T; Ohsumi, Y (23 листопада 2000). A ubiquitin-like system mediates protein lipidation. Nature. 408 (6811): 488—92. Bibcode:2000Natur.408..488I. doi:10.1038/35044114. PMID 11100732.
- Ohsumi, Y (March 2001). Molecular dissection of autophagy: two ubiquitin-like systems. Nature Reviews Molecular Cell Biology. 2 (3): 211—6. doi:10.1038/35056522. PMID 11265251.
- Kuma, A; Hatano, M; Matsui, M; Yamamoto, A; Nakaya, H; Yoshimori, T; Ohsumi, Y; Tokuhisa, T; Mizushima, N (23 грудня 2004). The role of autophagy during the early neonatal starvation period. Nature. 432 (7020): 1032—6. Bibcode:2004Natur.432.1032K. doi:10.1038/nature03029. PMID 15525940.
- Suzuki, Sho; Onodera, Jun; Ohsumi, Yoshinori (25 лютого 2011). Starvation Induced Cell Death in Autophagy-Defective Yeast Mutants Is Caused by Mitochondria Dysfunction. PLOS ONE. 6 (2): e17412. Bibcode:2011PLoSO...617412S. doi:10.1371/journal.pone.0017412. PMC 3045454. PMID 21364763.{{cite journal}}:  Обслуговування CS1: Сторінки із непозначеним DOI з безкоштовним доступом (посилання)
- Hanada, T; Noda, NN; Satomi, Y; Ichimura, Y; Fujioka, Y; Takao, T; Inagaki, F; Ohsumi, Y (28 грудня 2007). The Atg12-Atg5 conjugate has a novel E3-like activity for protein lipidation in autophagy. The Journal of Biological Chemistry. 282 (52): 37298—302. doi:10.1074/jbc.c700195200. PMID 17986448.{{cite journal}}:  Обслуговування CS1: Сторінки із непозначеним DOI з безкоштовним доступом (посилання)
- Ohsumi, Yoshinori та ін. (December 2013). Highly Oxidized Peroxisomes Are Selectively Degraded via Autophagy in Arabidopsis. The Plant Cell. 25 (12): 4967—4983. doi:10.1105/tpc.113.116947. JSTOR 43190612. PMC 3903999. PMID 24368788.
- Yamamoto, H; Ohsumi, Y (6 жовтня 2015). The Thermotolerant Yeast Kluyveromyces marxianus Is a Useful Organism for Structural and Biochemical Studies of Autophagy. The Journal of Biological Chemistry. 290 (49): 29506—29518. doi:10.1074/jbc.M115.684233. PMC 4705951. PMID 26442587.{{cite journal}}:  Обслуговування CS1: Сторінки із непозначеним DOI з безкоштовним доступом (посилання)
- Yamamoto, H; Ohsumi, Y (11 липня 2016). The intrinsically disordered protein Atg13 mediates supramolecular assembly of autophagy initiation complexes. Dev. Cell. 38 (1): 86—99. doi:10.1016/j.devcel.2016.06.015. PMID 27404361.